# Gävle OK
Gävle OK är en orienteringsklubb från Gävle, som tillhör Gästriklands orienteringsförbund. Klubben vann den första damstafetten på 10MILA 1977 med ett laget som bestod av Ingrid Wiklander, Ing-Marie Åsenlund, Annika Edberg, Åsa Kindlundh och Eva Moberg.